# 제19전투비행단
제19전투비행단(第十九戰鬪飛行團, 19th Fighter Wing, 약칭: 19전비)은 충청북도 충주시 중원비행장에 주둔하고 있는 대한민국 공군 공중전투사령부의 예하의 전투비행단이다. 1991년 5월 15일 창설되었다.

## 연혁[2]
- 1991년 5월 15일: 제19전투비행단 창설
- 1994년 9월 30일: KF-16 최초 도입
- 1996년 5월 23일: 북한 귀순기 유도작전 완벽 수행
- 1999년 12월: 비행단 3만 시간 무사고 비행기록 수립
- 2004년 10월 1일: 대통령 표창 수상(국가안전보장에 기여)
- 2012년 11월: 비행단 9만 시간 무사고 비행기록 수립
- 2013년 12월 13일: 전투지휘검열 최우수 부대
- 2016년 12월 19일: F-16 항공기 성능개량 전력화 완료
- 2019년 7월 23일: 러시아 군용기 영공 침범 대응사격 작전
- 2019년 11월: 비행단 18만 시간 무사고 비행기록 수립

### 배속
- 공군 본부, 1991년 5월 15일
- 북부전투사령부, 2010년 12월 23일
- 공군공중기동정찰사령부 (임시), 2015년 7월 1일
- 공군공중전투사령부, 2016년 1월 1일

## 편제
- 제155전투비행대대 (KF-16C/D)[3]
- 제161전투비행대대 (F-16C/D)[3]
- 제162전투비행대대 (F-16C/D)

## 장비
운용기체로 PB(Peace Bridge) 사업으로 도입한 F-16C/D, KFP(Korean Fighter Program) 사업으로 도입한 KF-16C/D 전투기를 운용 중이며 전투작전 이외에 야전급 항공기 정비를 수행한다. 19전투비행단이 창설될 당시 대한민국에 F-16이 도입되지 않은 상태였기 때문에 F-4 1개 대대를 운용하였다.
- F-16C (1991년 도입)
- F-16D (1991년 도입)
- KF-16C (1994년 도입)
- KF-16D (1994년 도입)

## 역대 비행단장
- 천기광 준장
- 김영철 준장
- 진호영 준장
- 이광수 소장
- 장영익 준장
- 원인철 소장
- 송택환 준장
- 박인호 준장
- 이건웅 대령
- 김보현 준장
- 진영승 준장
- 공승배 준장
- 김준호 준장
- 박홍준 준장
- 김재민 준장

## 사건 및 사고
- 1993.04.08 충북 중원군(현 충주시) 동량면 화암리 충주댐 부근 상공에서 조종사 비행착각으로 추락사고 발생. 조종사 사망.
- 1997.08.06 19비 소속 KF-16 1대가 경기도 여주에 추락하는 사고 발생. 조종사 비상탈출 성공
- 2001.06.08 경북 안동시 풍천면 어담리 뒤편 야산에 훈련 중이던 공군 제19전 투비행단 소속 F-16D (PB) 전투기 추락, 조종사 2명 비상탈출.
- 2006.01.27 공군 19전투비행단 소속 F-16C (PB) 전투기 1대가 충주에서 추락, 조종사 1명 추락직전 탈출.
- 2016.03.30 공군 19전투비행단 소속 F-16D (PB) 전투기 1대가 경북 청송에서 추락, 조종사 2명 비상탈출.

## 부대가
```
월악의 정기가 활주로에 서릴 때
끝없이 박차오르는 우리 보라매
내 하늘 내 조국 누가 지키랴
나에게 맡겨다오 은빛 날개에

남한강 줄기가 우리가슴 적실 때
힘차게 솟아오르는 중원의 용사
내 부모 내 형제 누가 돌보랴
나에게 맡겨다오 태극 날개에

영원한 하나의 조국을 위해
오늘도 비상하는 19전투비행단

```

## 참고
1. ↑  “국방태세 발전기 (1991~현재)”. 대한민국 국방부: 224(PDF 기준 8쪽).
2. ↑  《월간공군 2020년 3월호(501호)》. 대한민국 공군. 2020년 3월 1일. 30쪽. 2022년 1월 2일에 확인함.
3. 1 2  김일환 (2019년 12월 11일). “올해 탑건 F-15K 조종사 조영재 소령”. 《충남일보》. 2022년 1월 2일에 확인함.